# Receptor de angiopoyetina
Los receptores de angiopoyetina son receptores que se unen a la angiopoyetina. TIE-1 y TIE-2 comprenden los receptores de la superficie celular que se unen y son activados por las angiopoyetinas (Ang1, Ang2, Ang3, Ang4). Las angiopoyetinas son factores de crecimiento proteicos necesarios para la formación de vasos sanguíneos (angiogénesis).

## Angiopoyetinas
Las angiopoyetinas son factores de crecimiento proteicos que regulan la angiogénesis, la formación de vasos sanguíneos. En humanos, se han identificado tres angiopoyetinas: Ang1, Ang2 y Ang4 (Ang 3 es el ortólogo de ratón de Ang4 humano). Ang1 y Ang4 funcionan como ligandos agonistas o activadores de Tie2, mientras que Ang2 y Ang3 se comportan como antagonistas competitivos. Funcionan uniendo sus receptores fisiológicos, Tie-1 y Tie-2. Se trata de tirosina quinasas receptoras, denominadas así porque median en las señales celulares al inducir la fosforilación de tirosinas clave, iniciando así la señalización celular.
Es algo controvertido cuál de los receptores Tie media las señales funcionales aguas abajo de la estimulación Ang. Pero está claro que al menos Tie-2 es capaz de realizar una activación fisiológica como resultado de la unión de las angiopoyetinas.